# Alleanza Democratica Nazionale (Kuwait)
L'Alleanza Democratica Nazionale (in arabo التحالف الديمقراطي الوطني‎?, l-Tehalef Al-Dimoqrati Al-Watani) è un partito politico liberale fondato in Kuwait nel 1992.

## Storia e profilo
Dei cinquanta membri eletti dell'Assemblea Nazionale del Kuwait nel 2008, due appartengono al partito, Mohammed Al-Abduljader e Mohammed Al-Sager.
Ali Al-Rashid originariamente affiliato al partito l'ha lasciato il 23 novembre 2008, il partito aveva circa sei deputati sui 50 posti nell'assemblea nel 2009.
Il partito incoraggia l'empowerment delle donne e il nazionalismo, invece delle aggregazioni sulla base religiosa o di classe sociale. A partire dal 2010, è stato in gran parte sostenuto dai giovani kuwaitiani.
Il partito ha anche lanciato il canale televisivo Nabeeha Tahalof e pubblica il quotidiano "Al-Jarida".